# 新天地餐飲集團
新天地餐飲集團是一家的臺灣的連鎖餐廳，在1945年由歐有財、歐蔡對夫婦創辦於臺中縣梧棲鎮（今臺中市梧棲區）。

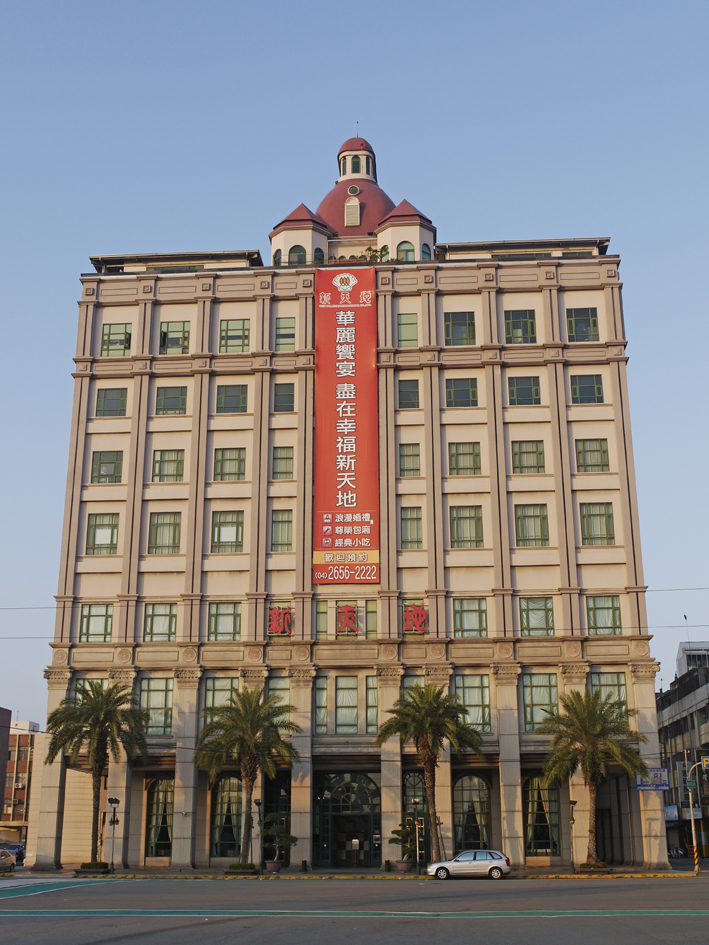
臺中市梧棲區新天地

## 簡介
1945年戰後初期，報社離職的歐有財與妻子歐蔡對在臺中縣梧棲鎮擺起只有三、四張竹桌的小麵攤。不諳廚藝的夫婦倆，還特地請來一位廚師到麵攤教授三、四個月的基本料理工夫，這位廚師就是後來在臺中以滷肉飯成名的李海師傅。
後因鄰近梧棲漁港也逐漸增加海鮮料理，後有位曾在日本留學的老主顧，提供許多日本海鮮料理的方式參考，經研發改良後的精緻海鮮料理打響名號，1967年新天地轉型做全海鮮料理，發展成規模二、三十桌的小餐廳。
1973年日本著名觀光雜誌評選「新天地」為 『全臺十大美食餐廳』 之一，為創始的梧棲鎮湧入許多慕名而來的饕客及觀光客。包括歷任總統蔣中正、蔣經國、乃至於現任元首及各機關政商大老都曾到新天地享用精緻美食料理。

## 發展史
- 1945年梧棲擺攤。
- 1967年成立新天地餐廳（梧棲店創始店）。
- 1990年，「崇德店」於臺中市崇德路二段成立。
- 1996年，「臺中東區店」於中市東區旱溪重劃區購置商業區用地成立，承建2600坪營業面積，緊臨之公設停車場亦可停放300輛車輛。
- 2000年「崇德店」租約到期拆遷至崇德五路商業區內成立「崇德旗艦店」，承建樓高8層建坪6200坪。
- 2001年「梧棲創始店」遷移至梧棲商業區新館，為一樓高八層之歐式建築，為臺中海線地區設施最齊全之高級餐飲會議活動場所。
- 2006年進軍北部。於臺北京華城10樓、11樓成立婚宴概念為主的新品牌「雅悅會館 台北館」。
- 2008年8月，「彰化員林店」於彰化縣員林鎮開幕。10月，新天地「璽悅會館」於新時代購物中心10樓開幕。
- 2009年6月，「雅悅會館 高雄館」進駐高雄夢時代9樓。
- 2012年7月，台北信義計畫區BELLAVITA精品百貨設立第二品牌的新型態據點，成立高檔火鍋「合‧shabu」。
- 2013年12月，上海「雅悅新天地」婚宴展會中心正式開幕。
- 2014年9月，台北「南港」婚宴新標地。嶄新開幕「雅悅會館 旗艦館」宴會場地挑高十米。
- 2015年1月，台南東區的宴會新指標。嶄新開幕「雅悅會館 台南館」宴會場挑高8米無柱。
- 2017年，臺中東區館部分空間改裝為「新天地西洋博物館」,並於1樓設置 「Restaurant La marée 慕蕊法式餐廳」與「Cuclos cafe & kitchen 馥樂詩 輕食餐廳」,2樓則設有「瀚熙軒 新台菜港式飲茶餐廳」。[2]
- 2017年，新天地與精品旅宿龍頭「薇閣精品旅館」聯手創立「萊特薇庭Light Wedding 飯店式宴會廳 台中館」，以超過50年的美味傳承與婚禮經驗，融合細膩的休憩氛圍與新生活美學態度，打造出全台唯一飯店式宴會廳。
- 2019年11月，「唯愛庭園 Vena Manor」於彰化市開幕，彰化唯一! 台灣夢幻歐式城堡婚禮，擁有大片草皮及浪漫唯美的禮堂與戶外證婚亭。
- 2023年3月，「萊特薇庭高雄館Light Wedding Kaohsiung」進駐於亞洲新灣區總圖會館「承億酒店」9~11樓。